# Terrell Burgess
Terrell Joseph-Nathaniel Burgess (* 12. November 1998 in San Diego) ist ein US-amerikanischer American-Football-Spieler auf der Position des Safeties in der National Football League (NFL), der bei den New Orleans Saints unter Vertrag steht. Er spielte zuvor für die Buffalo Bills. Burgess wurde in der dritten Runde des NFL Draft 2020 von den Los Angeles Rams ausgewählt und gewann mit ihnen den Super Bowl LVI.

## NFL
Burgess wurde von den Los Angeles Rams mit dem 104. Pick in der dritten Runde des NFL Draft 2020 ausgewählt.
Er erlitt in Woche 7 der Saison 2020 einen Knöchelbruch und wurde am 27. Oktober auf die Injured Reserve List gesetzt. Er verpasste dadurch den Rest der Saison 2020.
In der Saison 2021 gewann er mit den Los Angeles Rams den Super Bowl LVI.
Im November 2022 wurde Burgess von den Rams entlassen, zwei Tage später nahmen die New York Giants ihn für ihren Practice Squad unter Vertrag. Er unterschrieb im Januar 2023 für die Saison 2023 erneut bei den Giants, wurde aber am 5. Mai 2023 entlassen.
Am 30. Mai 2023 nahmen die Washington Commanders Burgess unter Vertrag. Er wurde nicht für den 53-Mann-Kader berücksichtigt und zunächst in den Practice Squad aufgenommen. Als Rotationsspieler kam er in 12 Spielen zum Einsatz, vor allem wurde er in den Special Teams eingesetzt. Am 31. Juli 2024 nahmen die Buffalo Bills Burgess für die Saison 2024 unter Vertrag. Er wurde vor Saisonbeginn auf die Injured Reserve List gesetzt und einigte sich Anfang September mit den Bills auf eine Auflösung seines Vertrags.
Am 14. Mai 2025 unterzeichnete Burgess einen Einjahresvertrag bei den New Orleans Saints.